# Herman Brood
Hermanus Brood, detto Herman (Zwolle, 5 novembre 1946 – Amsterdam, 11 luglio 2001), è stato un cantautore olandese.Pronuncia olandese: [ɦɛrˈmaːnʏs ˈɦɛrmɑn ˈbroːt]; 
È stato anche pittore, attore e poeta. Come musicista ottenne successo artistico e commerciale negli anni '70 e '80, e fu definito "la più grande e unica star olandese del rock 'n' roll".Più tardi nella vita iniziò una brillante carriera come pittore.
Noto per il suo stile di vita edonistico fatto di "sesso, droga e rock 'n' roll", Brood era un enfant terrible e una figura culturale il cui suicidio, saltando dal tetto di un hotel, apparentemente causato dall'incapacità di liberarsi dalla dipendenza da droga e alcol, rafforzò il suo status controverso; secondo un sondaggio organizzato per celebrare cinquant'anni di musica popolare olandese, fu l'evento più significativo della sua storia.

## Biografia
Herman Brood nacque il 5 novembre 1946 a Zwolle e cominciò a prendere lezioni di pianoforte da ragazzo. Negli anni '60 suonò con una band chiamata The Moans e in seguito entrò a far parte come tastierista del gruppo Cuby + Blizzards, con cui registrò Groeten Uit Grollo e Trippin' Thru' A Midnight Blues. Fu rimosso dal gruppo quando la casa discografica scoprì che faceva uso di droghe. Per diversi anni Brood fu in prigione (per spaccio di LSD) o all'estero, e ebbe diversi impegni di breve durata (con The Studs, la Flash & Dance Band, Vitesse).
Nel corso della sua carriera ebbe sempre problemi con la giustizia per piccoli furti, possesso di droga e altro.
Dopo un periodo di tempo passato in carcere, tornò a suonare con i Cuby + Blizzards nel 1976. In poco tempo però decise di intraprendere la carriera solista esordendo l'anno dopo con Street. L'album che però lo rese celebre fu Shpritsz. Sempre negli anni '70 si fidanzò con Nina Hagen per un periodo. 
Negli anni '80 ritornò ad avere pesanti problemi di droga. Intraprese anche le attività di pittore, con discreto successo, e di attore.
Morì suicida all'età di 54 anni l'11 luglio 2001 gettandosi dal tetto dell'Hotel Hilton di Amsterdam.

## Discografia parziale
- 1977 - Street
- 1978 - Shpritsz
- 1978 - Cha Cha
- 1980 - Go Nutz
- 1980 - Wait a Minute...
- 1981 - Modern Times Revive
- 1982 - Frisz & Sympatisz
- 1984 - The Brood
- 1988 - Yada Yada
- 1989 - Hooks
- 1990 - Freeze